# Kiotári
Kiotári (grec moderne : Κιοτάρι) est un village grec de la communauté d’Asklipiío dans le district municipal Rhodes du Sud (en),  sur l'île de Rhodes, peuplé de 163 habitants en 2011.

## Situation

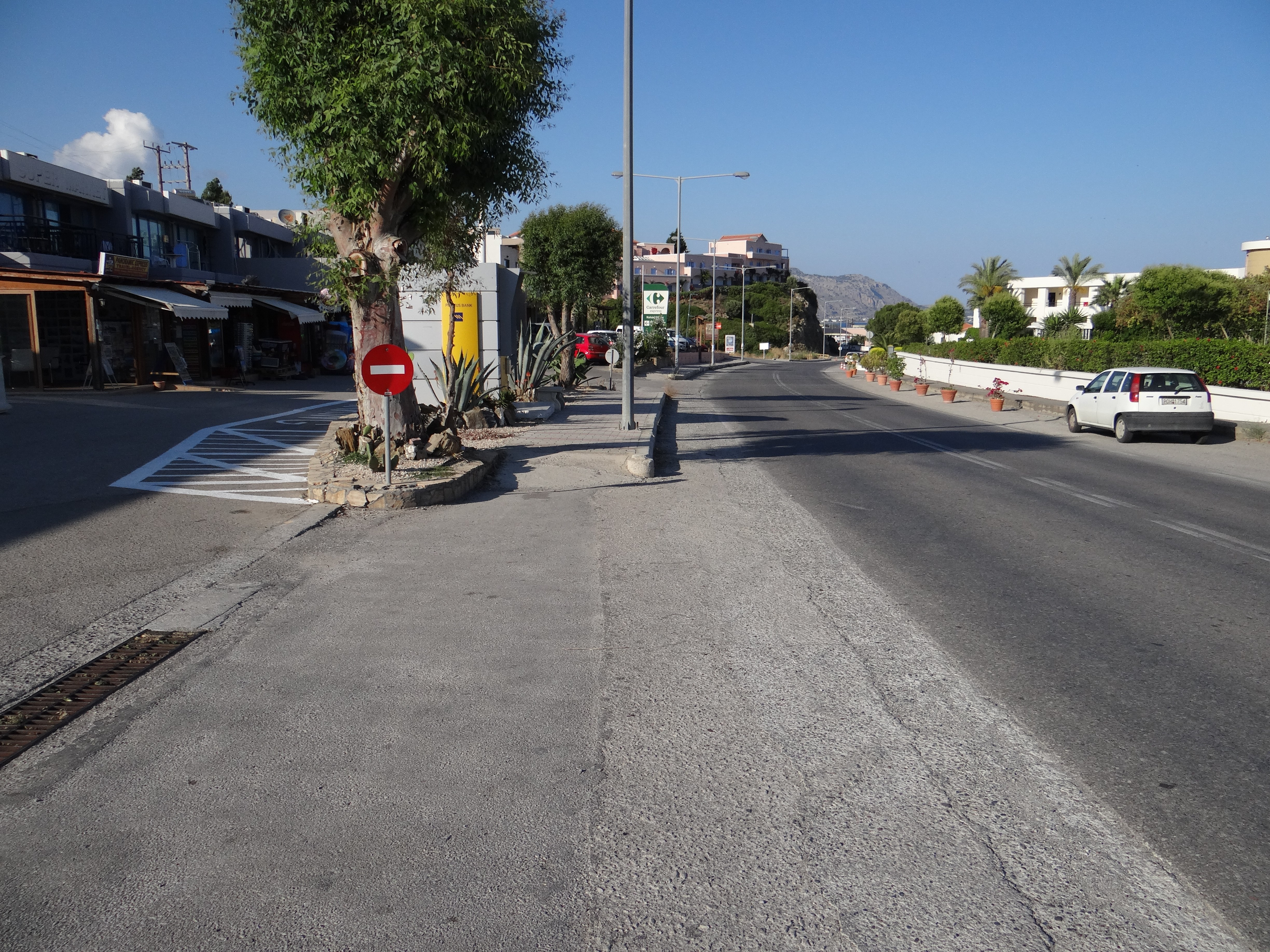
La rue principale (route de Rhodes).

Le village est à 58 kilomètres au sud de la ville de Rhodes, à 19 kilomètres de l'ancienne Lindos et à environ 62 kilomètres de l'aéroport Rhodes Diagoras.
Située sur la côte orientale, abritée du vent d'ouest, Kiotári côtoie d'autres jolis villages (Lárdos, Gennadi (en)) et des plaines cultivées.

## Activités
Kiotári est essentiellement ouvert vers le tourisme balnéaire.

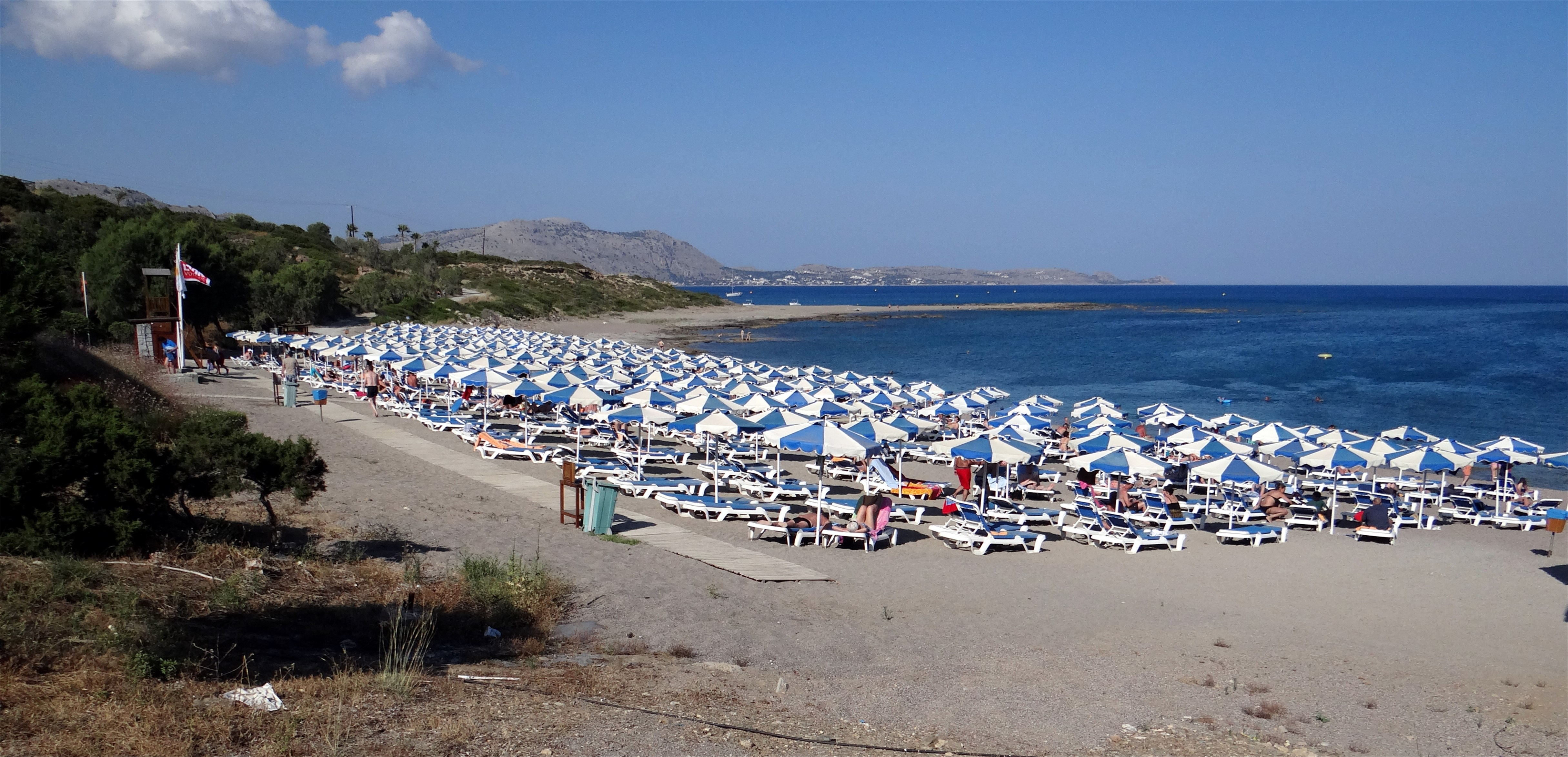
Une plage